# デルマ・ゴンサルベス
デルマ・ゴンサルベス（Delma Goncalves、1975年5月19日 - ）は、ブラジル出身の元女子サッカー選手である。ニックネームは「プレッタ」「プレチーニャ」（黒人の小さな女の子と言う意味）。現役時代のポジションはフォワード(FW)。

## 来歴
CRヴァスコ・ダ・ガマの女子チームや、ワシントン・フリーダム（当時WUSA所属）でのプレー経験がある。
1991年からブラジル代表に選出され、FIFA女子ワールドカップ（W杯）、オリンピックともすべての大会に出場。
特にオリンピックではアトランタ大会で4ゴールをあげて他の2選手とともに最多得点を記録し、アテネ大会でも3ゴールを記録。またW杯では第2回大会（1995年）で1得点、第3回大会（1999年）で3得点。第5回大会（2007年）では1得点をあげて準優勝に貢献した。
INACには2005年開幕直後にサンノゼ・サイバーレイズ（アメリカ合衆国）から入団し、第3節・大原学園JaSRA女子サッカークラブ戦で初出場。15試合に出場し20得点を挙げて主力FWとして活躍。なでしこリーグ参入1年目のチームのディビジョン2優勝と翌年のディビジョン1昇格に貢献した。
2009年からは、韓国に新たに創設された女子サッカーリーグ・WKリーグの高陽大教ヌンノピでプレーした。

## リーグ戦績
| 年   | クラブ         | リーグ                      | 背番号 | ポジション | 試合 | 得点 |
| ---- | -------------- | --------------------------- | ------ | ---------- | ---- | ---- |
| 2005 | INACレオネッサ | なでしこリーグディビジョン2 | 9      | FW         | 15   | 20   |
| 2006 | INACレオネッサ | なでしこリーグディビジョン1 | 9      | FW         | 16   | 5    |
| 2007 | INACレオネッサ | なでしこリーグディビジョン1 | 9      | FW         | 16   | 8    |
| 2008 | INACレオネッサ | なでしこリーグディビジョン1 | 9      | FW         |      |      |
| 2009 | 大教ヌンノピ   | WKリーグ                    | 28     | FW         |      |      |